# Bilernes Hus
Bilernes Hus er en bilforretning i Silkeborg. Forretningen er Danmarks største handelssted for biler og biltilbehør samlet under ét tag og blev officielt åbnet 13. januar 2006 efter første spadestik til bilhuset blev taget 5. april 2005.

## Forretning
Bilernes Hus er 38.500 m2 indendørs, hvor der er salg af nye og brugte biler, værksted, skadescenter, forsikringsselskab. I alt er der samlet ni bilmærker på stedet.[kilde mangler] Derudover er der et udendørs areal med blandt andet brugte biler og biludlejningsvirksomheder udfylder området. I 2015 blev Bilernes Hus solgt til Bjarne Nielsen-koncernen, som en del af en turnaroundplan for virksomheden, men Ivan Dyrlund fortsatte som administrerende direktør.

## Økonomi
Bagved Bilernes Hus stod selskabet DAB I/S som bygherre, ejer og udlejer af området. Ejerkredsen i DAB I/S består af bilforhandleren og rallykøreren Holger Helle, Gunnar Frost, Dieselhuset A/S. 
Siden starten i 2006 har bilhuset og virksomheden givet underskud. I 2006/07 tabte selskabet samlet 25 millioner kroner. I 2008 var dette vokset til et årligt underskud på 37 millioner kr. Det svarede til et dagligt tab op omkring 100.000 kr.
I 2015 havde bilhuset for første gang et overskud på 5,3 millioner kroner før skat.